# Ouvrage d'Aumetz
L'ouvrage d'Aumetz est un ouvrage fortifié de la ligne Maginot, situé sur la commune d'Aumetz dans le département de la Moselle.
C'est un petit ouvrage d'infanterie, comptant trois blocs. Construit à partir de 1931, il a été épargné par les combats de juin 1940, mais a été démantelé de ses cuirassements.

## Position sur la ligne
Faisant partie du sous-secteur d'Aumetz dans le secteur fortifié de la Crusnes, l'ouvrage d'Aumetz, portant l'indicatif A 7, est intégré à la « ligne principale de résistance » entre les casemates d'intervalle de la Route-d'Ottange Est (C 31) au nord et de Tressange (C 32) à l'est, à portée de tir des canons des gros ouvrages de Bréhain (A 6) au nord-ouest et de Rochonvillers (A 8) plus à l'est.

## Description
L'ouvrage est composé en surface de trois blocs de combat, avec en souterrain des magasins à munitions, des stocks d'eau, de gazole et de nourriture, des installations de ventilation et de filtration de l'air, une usine électrique et une caserne, le tout relié par des galeries profondément enterrées. L'énergie est fournie par deux groupes électrogènes, composés chacun d'un moteur Diesel Renault 6-115 (six cylindres, délivrant 54 ch à 750 tr/min) couplé à un alternateur. Le refroidissement des moteurs se fait par circulation d'eau.
Son équipage théorique était de 112 hommes et 2 officiers. Les plans initiaux prévoyaient la construction d'un gros ouvrage à huit blocs (avec deux entrées séparées et trois tourelles d'artillerie), mais seuls trois blocs d'infanterie furent construits.
Le bloc 1 sert d'entrée ainsi qu'au flanquement vers l'ouest, armé avec une cloche JM (jumelage de mitrailleuses) et une cloche GFM (guetteur et fusil mitrailleur).
Le bloc 2 est un bloc-tourelle d'infanterie avec une tourelle de mitrailleuses et deux cloches GFM.
Le bloc 3 est une casemate d'infanterie flanquant vers l'est, avec un créneau mixte pour JM/AC 47 (jumelage de mitrailleuses et canon antichar de 47 mm), un autre créneau JM et deux cloches GFM.

## Histoire
Ce fut l'un des rares ouvrages dont l'équipage, à l'initiative du lieutenant Braun, sabota les matériels et armements avant de rendre l'ouvrage à la Wehrmacht en juin 1940, nonobstant les conditions de l'armistice précisant que les ouvrages devaient être rendus en état à l'occupant.
Faisant partie d'une vague de petits ouvrages cédés par l'Armée dans les années 1970 à 1980, ses équipements et cuirassements, sitôt la vente conclue, furent démantelés par une société messine.

## L'ouvrage aujourd'hui
L'ouvrage, à l'état d'épave, a quasiment disparu du paysage. En grande partie remblayé, seules une partie des dalles supérieures et la façade du bloc 3 sont encore visibles de nos jours. Par ailleurs, ses galeries et puits d'accès ont souffert par endroits d'importants affaissements du fait d'anciens travaux miniers à proximité.
Le chemin d'accès, qui passe à proximité également de l'ancien soubassement du casernement extérieur, porte désormais le nom du commandant de l'ouvrage en 1940, le lieutenant Braun.